# Nagy Zöld Fal

A Száhil öv, a Nagy Zöld Fal nyomvonala és a résztvevő államok

A Nagy Zöld Fal afrikai nemzetközi fejlesztési kezdeményezés, amelynek célja 2030-ig 100 millió hektár leromlott állapotú termőföld minőségének feljavítása, 250 millió tonna szén-dioxid megkötése és 10 millió vidéki állás létrehozása a Száhil övben. A cél elérése érdekében a kontinenst kelet-nyugati irányban átszelő, 8000 kilométer hosszú, összefüggő „élő struktúrát” terveznek létrehozni. Az eredeti elképzelésben ez összefüggő erdősáv lett volna, amely visszatartaná a sivatagot. A kezdeményezés ma ezzel szemben inkább fenntartható földművelést és a helyi viszonyoknak megfelelő megoldásokat támogat.

## Története
A Nagy Zöld Fal ötlete Thomas Sankarától ered, és az 1970-es évekre vezethető vissza, amikor a Szahara déli peremén az éghajlatváltozás, népességnövekedés és helytelen földhasználat következtében korábban termékeny földterületek száradtak ki és váltak terméketlenné. Ez sok területen a népesség elszegényedéséhez, víz- és élelmiszerhiányhoz vezetett, konfliktusokat szított, és a tömeges munkanélküliséggel karöltve tömeges népvándorlást idézett elő.
Az 1980-as években egyre népszerűbbé vált a „zöld fal”, a kontinenst átölelő projekt ötlete, amely 2007-ben az Afrikai Unió vezetése alatt a mozgalom megalakulását eredményezte. Az eredeti 11 résztvevő állam mára húsztagú csoporttá bővült.
A fal megvalósításában az első nagy lépést egy összehangolt stratégia kidolgozása jelentette, amelyre építve 2011 szeptemberében az Afrikai Unió 1.75 millió eurót mozgósított. A stratégia a következő célokat fogalmazta meg:
- az Afrika száraz területein élők életkörülményeinek a javítása és az éghajlatváltozásnak, az éghajlat ingadozásának és a szárazságnak való kitettségük csökkentése,
- az ökoszisztémák állapotának, egészségének és ellenállóképességének javítása Afrika száraz zónáiban
- nemzeti és nemzetközi felek közötti partneri kapcsolatok kiépítése, hogy ezzel segítsék elő a projekthez szükséges eszközök mozgósítását.